# Manfred Otzelberger
Manfred Otzelberger (* 1959) ist ein deutscher Journalist.

## Leben und Wirken
Otzelberger ist Absolvent der Deutschen Journalistenschule in München. Er arbeitete als Redakteur beim Ring Nordbayerischer Tageszeitungen in Bayreuth, seit 2007 ist er Journalist bei der Bunten. Otzelberger verfasste ein Buch über den Suizid und den Umgang der Angehörigen damit. Daneben legte er Porträts über Politiker vor, darunter über Gabriele Pauli, Martin Schulz und Annegret Kramp-Karrenbauer.
Der Vorwurf, im Zuge von Recherchen durch den CSU-Generalsekretär Stephan Mayer bedroht worden zu sein, führte am 3. Mai 2022 zu dessen Rücktritt. Mayer soll dem Journalisten am Telefon wörtlich gesagt haben: „Ich werde Sie vernichten. Ich werde Sie ausfindig machen, ich verfolge Sie bis ans Ende Ihres Lebens. Ich verlange 200.000 Euro Schmerzensgeld, die müssen Sie mir noch heute überweisen.“ Hintergrund war ein von Otzelberger veröffentlichter Artikel zu Mayers Familienverhältnissen.

## Werke
- Suizid. Das Trauma der Hinterbliebenen. Erfahrungen und Auswege. Ch. Links Verlag, Berlin 1999, ISBN 3-86153-178-X.
- Die rote Rebellin. Fortschritt braucht Provokation. (Zu Gabriele Pauli) Gütersloher Verlagshaus, Gütersloh 2013, ISBN 978-3-579-06627-1.
- Martin Schulz. Der Kandidat. Die Biografie. Herder, Freiburg 2017, ISBN 978-3-451-37895-9.
- Die Macht ist weiblich. Annegret Kramp-Karrenbauer. Die Biografie. Riva Verlag, München 2018, ISBN 978-3-7423-0714-9.
- (mit Denise Schindler): Vom Glück, Pech zu haben: Wie man an einem Schicksalsschlag wachsen kann. Meine 10 Grundsätze der Resilienz. Mosaik Verlag, München 2021, ISBN 978-3-641-26414-7.